# Ophiclinops
Ophiclinops is een geslacht van straalvinnige vissen uit de familie van beschubde slijmvissen (Clinidae).

## Soorten
- Ophiclinops hutchinsi George & Springer, 1980
- Ophiclinops pardalis (McCulloch & Waite, 1918)
- Ophiclinops varius (McCulloch & Waite, 1918)